# نتسشکاو
شهر نتسشکاو (به آلمانی: Netzschkau) در ایالت زاکسن در کشور آلمان واقع شده‌است.